# 28. listopad
28. listopad je 332. den roku podle gregoriánského kalendáře (333. v přestupném roce). Do konce roku zbývá 33 dní.

## Události

### Česko
- 1414 – Kostnický koncil: Jan Hus byl zatčen v Kostnici.
- 1465 – Na sjezdu katolického panstva na zámku Zelená Hora se z popudu papeže Pia II. vytvořila Jednota zelenohorská, namířená proti králi Jiřímu z Poděbrad.
- 1695 – V Plzni byl popraven Jan Sladký Kozina, vůdce rebelů při Chodském povstání.
- 1905 – V celé zemi proběhla generální stávka za všeobecné volební právo. V monarchii demonstrovaly statisíce lidí, z toho 100 000 v Praze.
- 1908 – První autobusová havárie v zemích Českých u Pardubic.
- 1931 – V Praze začal Miloš Havel po návratu z Ameriky stavět Barrandovské ateliéry.
- 1954 – V celém Československu proběhly volby do Národního shromáždění s jedinou kandidátní listinou Národní fronty, volební účast dosáhla 99,2 %.
- 2011 – Byla otevřena Vysočanská radiála.
- 2021 – Petr Fiala byl jmenován premiérem
- 2024 – Byl slavnostně otevřen Schwarzenberský most. S rozpětím 156 m největší železobetonový obloukový most v Česku.

### Svět
- 0303 – Dvacet let po svém zvolení přijel císař Dioklecián poprvé do Říma.[1]
- 1443 – Skanderbeg a jeho jednotky osvobodily Krujë v Albánii od turecké nadvlády a vztyčily albánskou vlajku.
- 1520 – Ferdinand Magellan proplul průlivem z Atlantiku do Pacifiku, který se dnes jmenuje po něm – Magellanův průliv
- 1615 – svatba Ludvíka XIII. s Annou Rakouskou v Bordeaux
- 1660 – V Londýně byla skupinou vzdělaných mužů založena nejstarší vědecká společnost – Royal Society
- 1784 – Markýz de Sade za pouhých 37 dnů dokončil ve vězení Bastila svůj román 120 dnů Sodomy
- 1912 – Albánie vyhlásila nezávislost.
- 1918 – Černohorské království bylo sloučeno se Srbskem, černohorský král Nikola I. Petrović-Njegoš byl vyhnán ze země do exilu ve Francii.
- 1943 – V íránském hlavním městě Teheránu začala Teheránská konference – první setkání hlavních představitelů SSSR, USA a Velké Británie během druhé světové války.
- 1944 – V koncentračním táboře Auschwitz-Birkenau byla naposledy použita plynová komora.
- 1960 – Mauritánie získala nezávislost na Francii.
- 1994 – Norsko v referendu odmítlo přistoupit k EU.
- 2004
  - Při explozi v uhelném dole v čínské provincii Šan-si zahynulo 166 horníků, 127 dalších se podařilo zachránit.
  - Nevládní nezávislá organizace Otevřená Ukrajina publikovala zprávu týkající se falšování voleb během druhého kola. (viz chronologie Oranžové revoluce).
- 2015 – Evropská migrační krize: Makedonská armáda zahájila výstavbu kovového plotu na hranici s Řeckem.
- 2016 – Letecká havárie letu LaMia Airlines 2933 s fotbalovým týmem Chapecoense

## Narození

### Česko

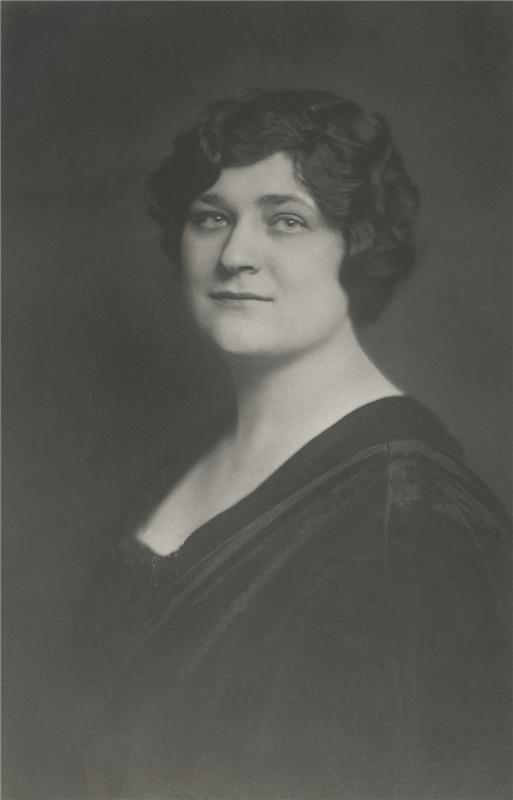
Růžena Nasková (* 1884)

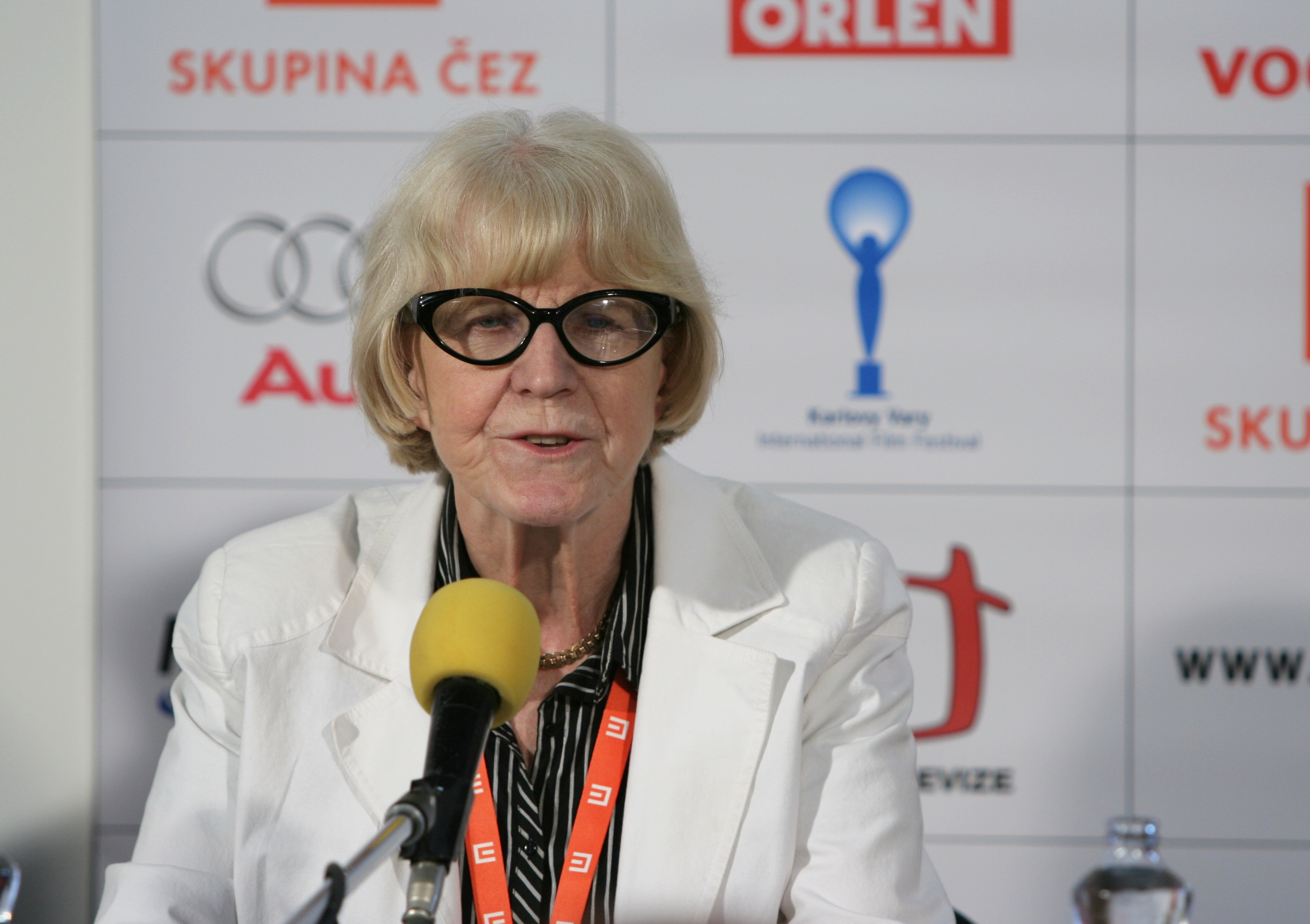
Eva Zaoralová (* 1932)

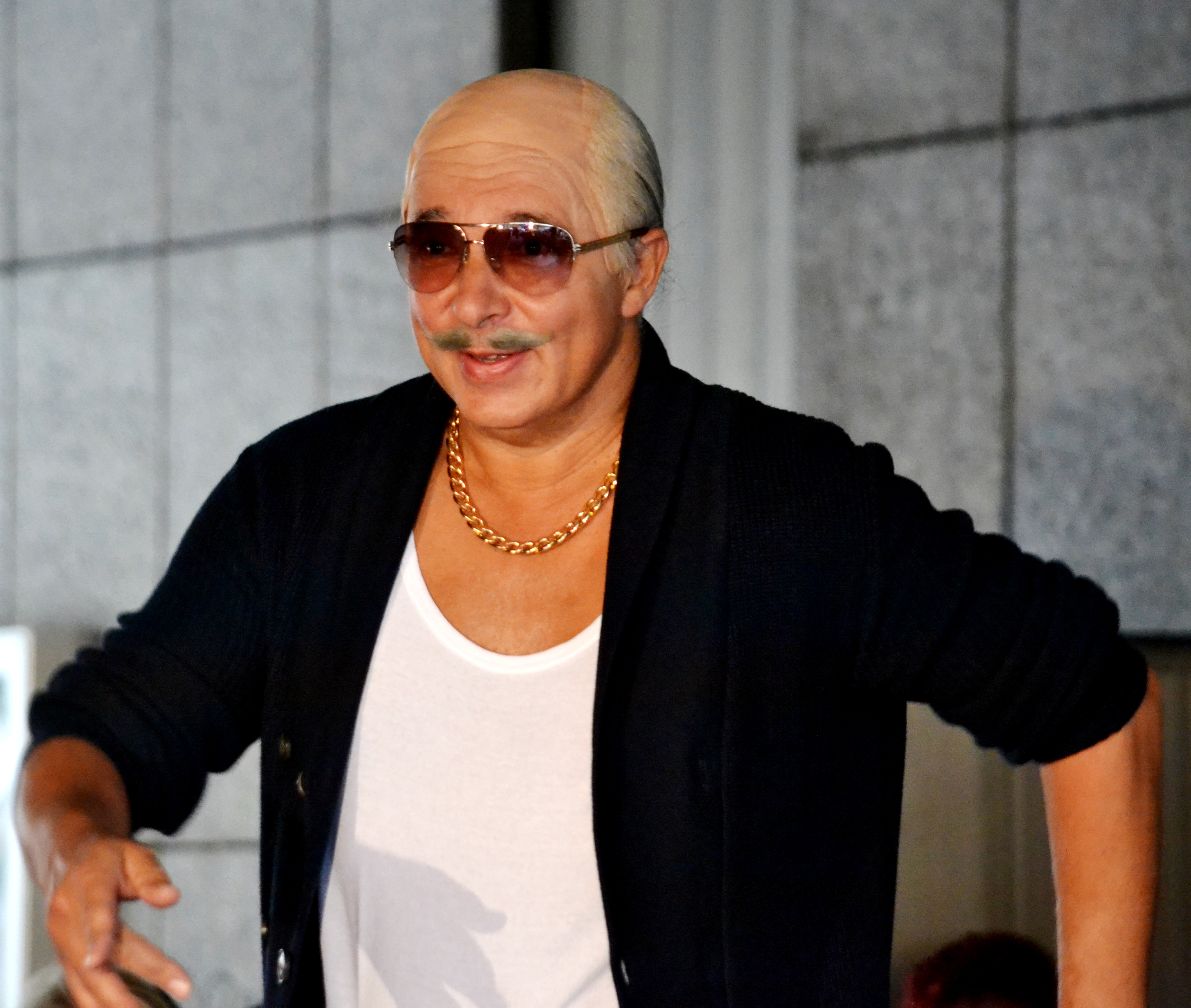
Vladislav Beneš (* 1956)

- 1747 – František Ondřej Holý, hudební skladatel českého původu († 4. května 1783)
- 1775 – Zikmund Trach z Březí, šlechtic († 15. ledna 1851)
- 1776 – František Pavíček, stavitel a architekt († 20. května 1861)
- 1812 – Ignác Jan Hanuš, filozof, odborník na slovanskou mytologii a knihovník († 19. května 1869)
- 1827 – Johann Krumbholz, rakouský politik z Čech († 2. září 1883)
- 1839 – František Wildmann, kněz, autor historických spisů a národní buditel († 9. března 1900)
- 1841 – Budislav Tremšínský, publicista vlastenecký básník († 28. ledna 1883)
- 1853 – František Šromota, rakouský politik a právník české národnosti († 26. října 1912)
- 1857 – Ladislav Dolanský, jazykovědec a hudební kritik († 17. července 1910)
- 1862 – Robert M. Austerlitz, česko-rakouský sportovec a novinář († 26. března 1937)
- 1868 – František Drdla, houslista a hudební skladatel († 3. září 1944)
- 1872 – Gustav Mayr, československý politik německé národnosti († 4. září 1936)
- 1873 – Otakar Krouský, československý politik († 13. února 1952)
- 1875 – Václav Girsa, lékař, chirurg a legionář († 23. června 1954)
- 1883 – Kamil Voborský, hudební skladatel († 22. října 1949)
- 1884 – Růžena Nasková, herečka († 17. června 1960)
- 1886 – Emanuel Siblík, taneční a výtvarný kritik a teoretik († 24. srpna 1941)
- 1893
  - Václav Šára, sochař, malíř a grafik († 17. června 1951)
  - Karl Haiblick, politik německé národnosti († ?)
  - František Rublič, hokejista a politik († ?)
- 1894 – Oskar Judex, československý a německý nacistický politik († 11. září 1953)
- 1896
  - František Dvořák, lékař, archeolog, popravený za účast v protinacistickém odboji († 10. června 1943)
  - Cyril Hykel, sběratel lidové slovesnosti († 19. března 1976)
- 1901 – Jan Doležel, politik († ?)
- 1905 – Leon Derlich, polský etnograf († 18. července 1965)
- 1906 – Jaroslav Žák, spisovatel († 29. srpna 1960)
- 1907 – Bedřich z Lobkowicz, šlechtic z křimické linie Lobkowiczů († 25. prosince 1954)
- 1911 – Václav Renč, básník, dramatik a překladatel († 30. dubna 1973)
- 1913
  - Jiří Růžička, spisovatel, autor knih pro mládež († 25. února 1992)
  - Josef Žampach, poručík letectva v prvorepublikové československé armádě, odbojář popravený nacisty († 8. dubna 1943)
- 1919
  - Čestmír Šikola, voják a národní hrdina, politický vězeň komunistického režimu († 29. února 2008)
  - Otakar Černý, válečný letec, příslušník československého protinacistického odboje († 14. října 2009)
- 1920 – Alexandr Markusek, fotbalista († listopad 1985)
- 1921 – František Hampejs, fotbalista († 10. července 1995)
- 1924
  - Herwig Schopper, německý fyzik českého původu
  - Marcel Stecker, malíř a ilustrátor († 14. srpna 2014)
- 1925 – Milena Honzíková, partyzánka, spisovatelka a literární historička († 22. srpna 2001)
- 1929 – Emanuel Komínek, geolog († 29. května 1993)
- 1932 – Eva Zaoralová, filmová publicistka († 10. března 2022)
- 1933 – Jiří Dunděra, lékař a publicista
- 1936
  - Jan Hendrych, sochař, malíř, restaurátor, kurátor a pedagog
  - Libuše Hlubučková, šperkařka, sochařka a středoškolská pedagožka († 2. listopadu 2022)
  - Jana Nechutová, filoložka, překladatelka a vysokoškolská pedagožka
- 1938 – Zdeněk Klanica, archeolog († 29. července 2014)
- 1945
  - Boris Krajný, klavírista a pedagog
  - Jiří Hlava, jazzový trumpetista († 3. dubna 2021)
- 1946 – Lubomír Hrstka, hokejový obránce
- 1947
  - David Jan Novotný, spisovatel, scenárista a publicista
  - Svatopluk Číhal, hokejový útočník
- 1948
  - Jan Jiras, fotbalový útočník
  - František Klečanský, fotbalista
- 1949 – Karel Dvořák, československý fotbalista, obránce, reprezentant
- 1951 – Jan Hurdík, právník a vysokoškolský pedagog
- 1953
  - Miroslav Zavoral, lékař, internista – gastroenterolog
  - Ladislav Drlý, senátor a zastupitel města Chomutov
- 1956
  - Vladislav Beneš, herec
  - Jiří Kostečka, pedagog a autor učebnic českého jazyka
  - Mirek Sova, kytarista
- 1958 – Martin Přibáň, pedagog, historik a politik
- 1965 – Jan Frait, ekonom a člen bankovní rady ČNB
- 1966
  - Hayato Okamura, česko-japonský tlumočník a politik
  - Oto Kronrád, zakladatel agentury GRAND
- 1967 – Jan Richter, politik a pedagog
- 1968 – Petr Kubis, politik a policista
- 1970 – Martin Sobotka, herec
- 1972
  - Michal Káník, fotbalový záložník
  - Miroslav Šebesta, fotbalový útočník
- 1975 – Jiří Švec, politik
- 1978
  - Radka Coufalová, divadelní herečka
  - Pavel Benedikt Stránský, biskup starokatolické církve
- 1979
  - Jaroslav Balaštík, hokejista
  - Jiří Kaufman, fotbalový útočník
  - Ondřej Štěpánek, vodní slalomář a kanoista
- 1981 – Tomáš Chrápek, florbalový trenér
- 1983 – Miroslav Šverma, basketbalista
- 1990 – Martina Nacházelová, ilustrátorka a birdwatcherka
- 1991 – Radek Voltr, fotbalový útočník
- 1994 – David Beneš, akrobatický pilot

### Svět

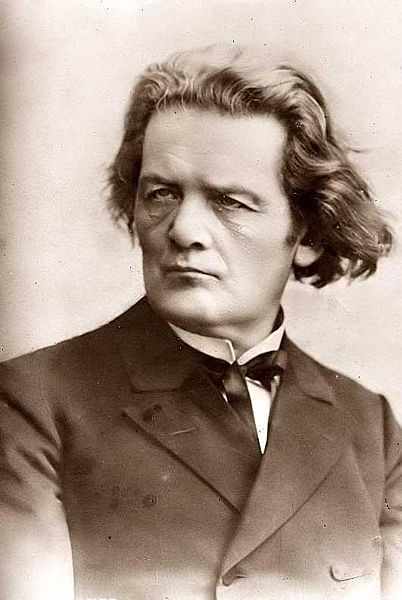
Anton Rubinstein (* 1829)

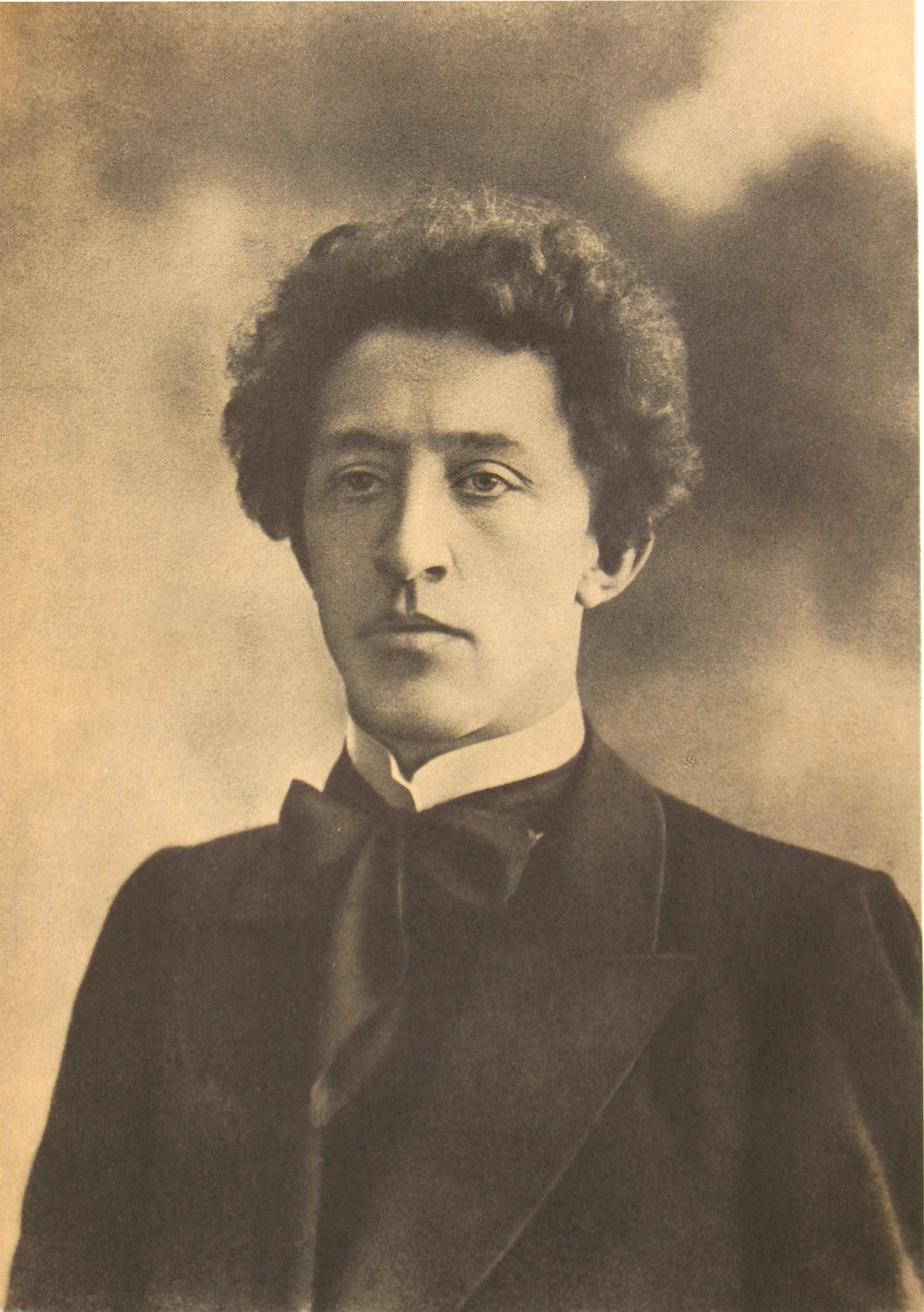
Alexander Blok (* 1880)

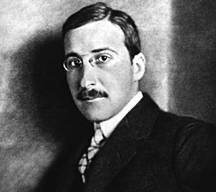
Stefan Zweig (* 1881)

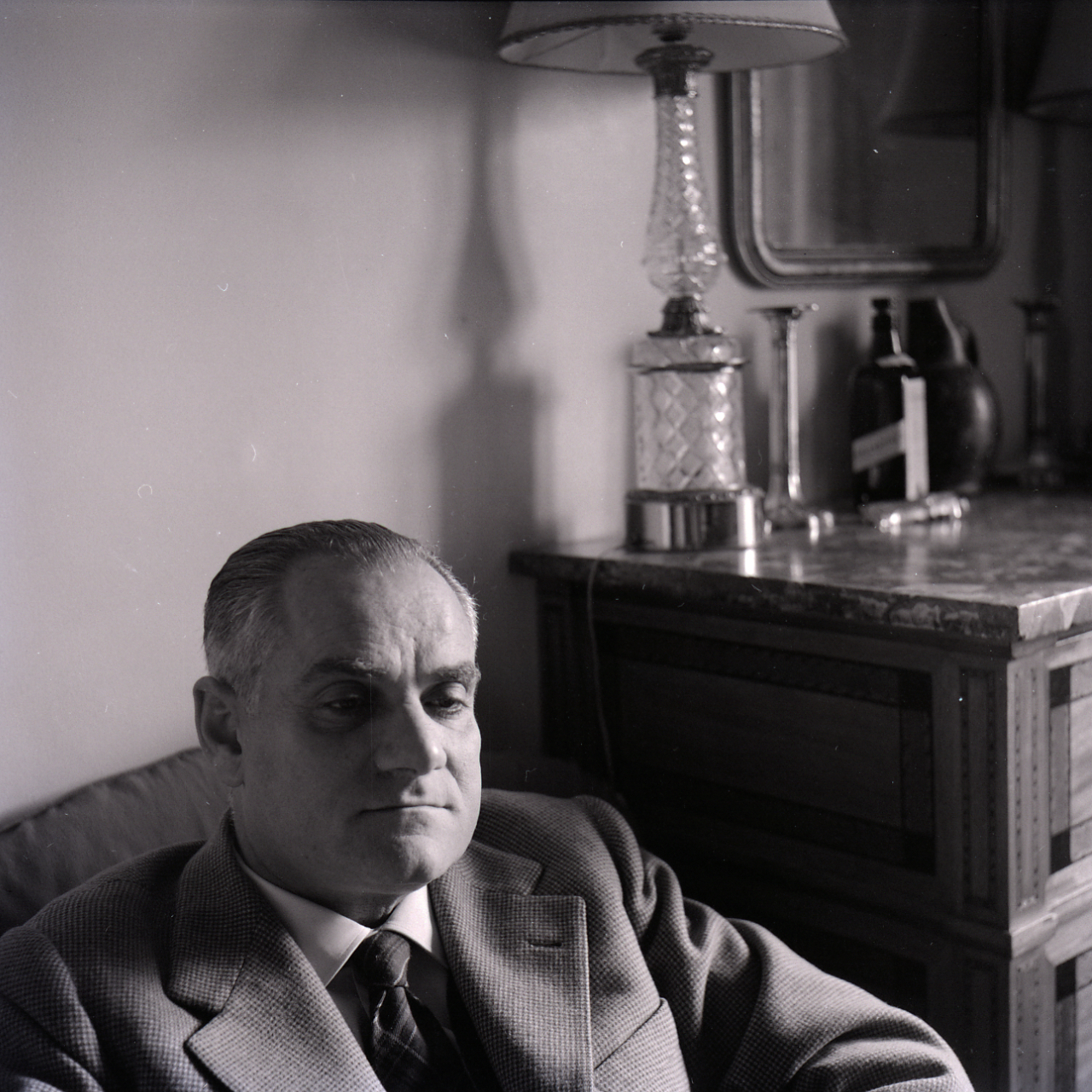
Alberto Moravia (* 1907)

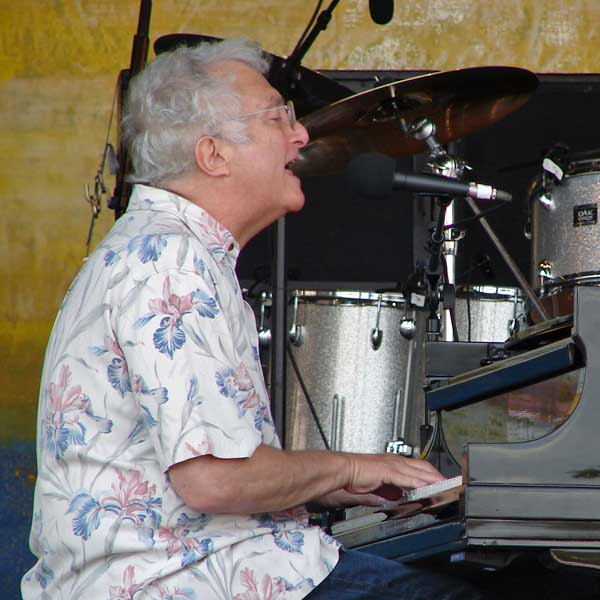
Randy Newman (* 1943)

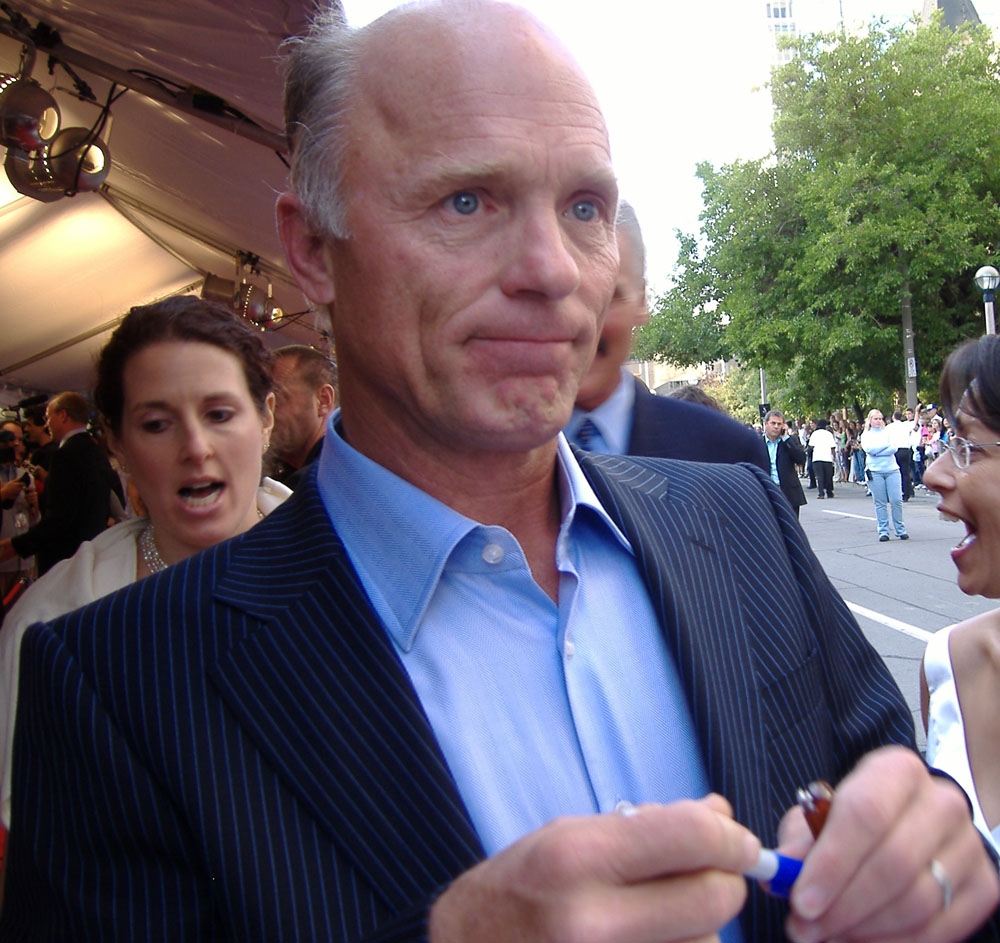
Ed Harris (* 1950)

- 1118 – Manuel I. Komnenos, byzantský císař († 24. září 1180)
- 1293 – Jesün Temür, císař říše Jüan a veliký chán mongolské říše († 15. srpna 1328)
- 1489 – Markéta Tudorovna, anglická a skotská královna († 18. října 1541)
- 1560 – Baltasar Marradas, šlechtic a císařský polní maršál španělského původu žijící v Praze († 28. srpen 1638)
- 1592 – Chuang Tchaj-ťi, první císař dynastie Čching († 21. září 1643)
- 1628 – John Bunyan, anglický spisovatel a baptistický kazatel († 31. srpna 1688)
- 1632
  - Thomas Corneille, francouzský dramatik († 8. prosince 1709)
  - Jean-Baptiste Lully, francouzský hudební skladatel († 22. března 1687)
- 1635 – Madame de Maintenon, milenka francouzského krále Ludvíka XIV. († 15. dubna 1719)
- 1640 – Willem de Vlamingh, nizozemský mořeplavec († 1698)
- 1660 – Marie Anna Bavorská, francouzská dauphinka († 20. dubna 1690)
- 1661 – Dorotea Šarlota Braniborsko-Ansbašská, německá šlechtična († 15. listopadu 1705)
- 1700
  - Žofie Magdalena Braniborská, dánská a norská královna († 27. května 1770)
  - Nathaniel Bliss, anglický astronom (* 2. září 1764)
- 1757 – William Blake, anglický malíř a básník († 12. srpna 1827)
- 1763 – Isabella Albrizzi-Teotochi, benátská spisovatelka († 27. září 1836)
- 1771 – Christian Friedrich Bernhard Augustin, evangelický teolog, spisovatel a historik († 1. září 1856)
- 1772 – Luke Howard, britský chemik a meteorolog († 21. března 1864)
- 1773 – Johann von Wessenberg, rakouský státník a diplomat († 1. srpna 1858)
- 1774
  - Marie Antonie Josefa Parmská, parmská princezna († 20. února 1841)
  - Fridrich IV. Sasko-Gothajsko-Altenburský, německý šlechtic a vévoda († 11. února 1825)
- 1784 – pokřtěn Ferdinand Ries, německý hudební skladatel († 13. ledna 1838)
- 1785 – Victor de Broglie, francouzský státník a diplomat († 25. ledna 1870)
- 1787 – Michele Carafa, italský hudební skladatel a voják († 26. července 1872)
- 1792 – Victor Cousin, francouzský filozof († 14. ledna 1867)
- 1793 – Carl Jonas Love Almqvist, švédský básník, skladatel a cestovatel († 26. září 1866)
- 1811 – Maxmilián II. Bavorský, bavorský král v letech 1848 až 1864 († 10. března 1864)
- 1819 – Jules Férat, francouzský malíř († 1889)
- 1820 – Friedrich Engels, německý sociolog a filozof († 5. srpna 1895)
- 1823 – Mikołaj Zyblikiewicz, rakouský politik polské národnosti († 16. května 1887)
- 1824 – Mikuláš Dohnány, slovenský básník a historik († 2. června 1852)
- 1828 – Josef Wieser, rakouský římskokatolický kněz a politik († 8. února 1899)
- 1829 – Anton Rubinstein, ruský pianista, skladatel a dirigent († 20. listopadu 1894)
- 1851 – Albert Grey, 4. hrabě Grey, britský státník a šlechtic († 29. srpna 1917)
- 1852 – Helena Maria Stollenwerk, německá řeholnice a blahoslavená († 3. února 1900)
- 1857 – Alfons XII. španělský král z rodu Bourbonů († 25. listopadu 1885)
- 1858 – Leo Verkauf, rakouský židovský právník a politik († 30. prosince 1933)
- 1861 – Aristide Caradja, rumunský právník a entomolog († 29. května 1955)
- 1862 – Marie Antonie Portugalská, portugalská infantka a dcera krále Michala I. († 14. května 1959)
- 1868 – Pietro Spadaro, rakouský politik italské národnosti z Istrie († 1951)
- 1869 – Wojciech Wiacek, rakouský politik polské národnosti († 19. srpna 1944)
- 1878 – Edith Hannamová, anglická tenistka († 16. ledna 1951)
- 1880 – Alexander Alexandrovič Blok, ruský básník († 7. srpna 1921)
- 1881 – Stefan Zweig, rakouský spisovatel († 23. února 1942)
- 1883 – Andrej Hvizdák, slovenský meziválečný politik († 8. května 1948)
- 1884 – Milan Sachs, česko-chorvatský operní dirigent († 4. srpna 1968)
- 1885 – Jindřich Daxer, německý evangelický duchovní († 14. října 1936)
- 1886 – Eleonora Rakousko-Těšínská, rakouská arcivévodkyně a sestřenice španělského krále Alfonse XIII. († 26. května 1974)
- 1887 – Ernst Röhm, zakladatel polovojenských oddílů SA († 2. července 1934)
- 1888 – Michal Králka, slovenský politik a meziválečný senátor († 25. července 1939)
- 1894
  - Arkady Fiedler, polský spisovatel, novinář, zoolog a cestovatel († 7. března 1985)
  - Henry Hazlitt, americký filozof, ekonom a novinář († 8. července 1993)
  - Otto Zdansky, rakouský paleontolog († 26. prosince 1988)
- 1895 – José Iturbi, španělský klavírista a dirigent († 28. června 1980)
- 1897 – Kazimierz Andrzej Jaworski, polský básník a překladatel († 6. září 1973)
- 1898
  - Walther von Hünersdorff, německý generál wehrmachtu († 17. července 1943)
  - John Wishart, skotský statistik († 14. července 1956)
- 1899 – Frances Amelia Yates, britská historička († 29. září 1981)
- 1902 – Pinchas Lapide, izraelský diplomat a teolog († 23. října 1997)
- 1903
  - Alois Wünsche-Mitterecker, německý malíř a sochař († 13. prosince 1975)
  - Emil Kosa Jr., americký malíř česko-francouzského původu († 4. listopadu 1968)
- 1904 – Nancy Mitford, anglická spisovatelka († 30. června 1973)
- 1906 – Dmitrij Lichačov, ruský literární vědec († 30. září 1999)
- 1907 – Alberto Moravia, italský spisovatel († 26. září 1990)
- 1908
  - Claude Lévi-Strauss, francouzský antropolog a filozof († 1. listopadu 2009)
  - Franz Cisar, rakouský fotbalista († srpen 1943)
- 1909
  - David Miller, americký filmový režisér († 14. dubna 1992)
  - Aleksandar Ranković, jugoslávský politik († 20. srpna 1983)
- 1913 – Roberto Busa, italský jezuitský kněz († 9. září 2011)
- 1914 – Juraj Rusnák, slovenský politik a člen KSČ († ?)
- 1915
  - Konstantin Michajlovič Simonov, ruský spisovatel († 28. srpna 1979)
  - Ján Földeš, slovenský fotbalový útočník († 13. května 1981)
- 1916
  - Mary Lilian Baelsová, manželka krále Leopolda III. Belgického († 7. června 2002)
  - Mika Špiljak, chorvatský a jugoslávský komunistický politik a státník († 18. května 2007)
- 1922 – Pinchas Lapide, německý židovský diplomat a teolog († 23. října 1997)
- 1925 – József Bozsik, maďarský fotbalista († 31. května 1978)
- 1926
  - Gerta Vrbová, profesorka neurologie slovenského původu († 2. října 2020)
  - Jo'aš Cidon, izraelský vojenský letec a politik († 8. července 2015)
- 1927 – Joan Ponc, katalánský malíř († 4. dubna 1984)
- 1929 – Berry Gordy, americký hudební skladatel a producent
- 1930 – Mikuláš Athanasov, slovenský zápasník, bronzová medaile na OH († 25. prosince 2005)
- 1931 – Tomi Ungerer, francouzský karikaturista († 9. února 2019)
- 1932 – Gato Barbieri, argentinský jazzový saxofonista († 2. dubna 2016)
- 1933 – František Tejml, slovenský sklářský výtvarník a designér († 3. listopadu 2004)
- 1935 – Masahito, princ Hitači, bratr japonského císaře Akihita
- 1936
  - Théodore-Adrien Sarr, senegalský kardinál
  - Carol Gilligan, americká psycholožka
  - Gary Hart, americký politik a právník
  - Roy McCurdy, americký jazzový bubeník
  - Micha'el Chariš, izraelský politik
- 1937 – Oleg Kopajev, ruský fotbalista († 3. dubna 2010)
- 1938 – Tom Regan, americký filozof († 17. února 2017)
- 1940 – Claude Jean Narcisse Rault, francouzsko-alžírský římskokatolický kněz
- 1941
  - Laura Antonelli, italská filmová herečka († 22. července 2015)
  - Jesper Thilo, dánský jazzový saxofonista
- 1942
  - Andreas Hörtnagl, rakouský politik
  - Eric Shinseki, americký čtyřhvězdičkový generál
- 1943 – Randy Newman, americký skladatel a muzikant
- 1944 – Daniel Duval, francouzský herec a režisér († 10. října 2013)
- 1946
  - Tatjana Kuzněcovová, sovětsko-ruská filozofka
  - Nachman Šaj, izraelský politik
- 1947 – Maria Farantouri, řecká zpěvačka
- 1948
  - Agnieszka Holland, polská filmová režisérka a scenáristka
  - Gáspár Miklós Tamás, sedmihradský filozof, politik a publicista († 15. ledna 2023)
- 1949 – Jean-Charles de Castelbajac, francouzský módní návrhář a průmyslový designér
- 1950
  - Ed Harris, americký herec, scenárista a režisér
  - Russell Alan Hulse, americký radioastronom, Nobelova cena 1993
  - Meic Povey, velšský herec a dramatik († 5. prosince 2017)
  - Boris Chersonskij, ukrajinský básník a spisovatel
  - George Jonaširo, japonský fotbalista
- 1951 – Barbara Radding Morganová, americká učitelka a astronautka
- 1953
  - Michael Chertoff, americký republikánský politik
  - Naděžda Olizarenková, sovětská atletka, olympijská vítězka († 18. února 2017)
- 1954 – Marko Ivan Rupnik, slovinský umělec, teolog a jezuita
- 1955
  - Alessandro Altobelli, italský fotbalista
  - Adem Jashari, kosovský Albánec a člen UÇK († 7. března 1998)
- 1957
  - Gaspar Llamazares, španělský politik
  - Jasutaró Macuki, japonský fotbalista
- 1958
  - Michal Baránek, slovenský fotbalista
  - Kriss Akabusi, britský atlet
- 1959 – Stephen Roche, irský cyklistický závodník
- 1960
  - John Galliano, britský módní návrhář
  - Ilgar Šaban ogly Džafarov, ázerbájdžánský fotoreportér
- 1961
  - Alfonso Cuarón, mexický scenárista
  - Māris Kučinskis, lotyšský politik a premiér
  - Karl-Heinz Steffens, německý klarinetista a dirigent
- 1962
  - Matt Cameron, bubeník skupin Soundgarden a Pearl Jam
  - Jon Rønningen, norský reprezentant v zápasu
  - Jon Stewart, americký komik a moderátor
- 1963 – Armando Iannucci, skotský režisér a scenárista
- 1964
  - Gabriela Matečná, slovenská agronomka a manažerka
  - Michael Bennet, americký právník, podnikatel a politik
- 1966 – Andre Adair, americký režisér a kameraman porno filmů († 14. června 2014)
- 1967 – Anna Nicole Smith, americká modelka († 8. února 2007)
- 1968 – Stephanie Storpová, německá atletka
- 1969 – Sonia O'Sullivanová, irská atletka
- 1970 – Édouard Phillippe, francouzský právník a politik
- 1971
  - Marcel Hulák, slovenský fotbalista
  - Fenriz, norský hudebník a politik
  - Pavel Grigorjevič Šeremet, běloruský novinář († 20. července 2016)
- 1972
  - Milan Timko, slovenský fotbalový obránce
  - Anastasia Kelesidouová, řecká atletka
  - Hiroši Nanami, japonský fotbalista
  - Jesper Strömblad, švédský kytarista
- 1974 – apl.de.ap, americký rapper a producent
- 1975
  - Viktor Lukašenko, běloruský politik a syn prezidenta Alexandra Lukašenka
  - Ľubomír Hurtaj, slovenský hokejový útočník
  - Ekaterina Dafovská, bulharská biatlonistka
  - Eka Kurniawan, indonéský spisovatel
  - Takaši Šimoda, japonský fotbalista
- 1976
  - Lucia Nicholsonová, slovenská novinářka a liberální politička
  - Jake Sullivan, americký státník a politik
  - Jeremy Teela, americký biatlonista
- 1977
  - Filip Albrecht, česko-německý hudební textař
  - Andrea Kalavská, slovenská lékařka a politička
  - Fabio Grosso, italský fotbalista
  - Cameron Fox, americký pornoherec († 12. června 2014)
- 1978 – Aimee Garcia, americká herečka
- 1979
  - Chamillionaire, americký zpěvák a rapper
  - Jasujo Jamagišiová, japonská fotbalistka
  - Thomas Lurz, německý reprezentant v dálkovém plavání
- 1980 – Ivo Klec, slovenský tenista
- 1981
  - Louise Bourgoinová, francouzská herečka a modelka
  - Ludwig Paischer, rakouský judista
- 1982
  - Leandro Barbosa, brazilský basketbalista
  - Steve Mullings, jamajský atlet a sprinter
- 1983
  - Rostam Batmanglij, americký hudebník
  - Nelson Haedo Valdez, paraguayský fotbalista
  - Édouard Roger-Vasselin, francouzský tenista
  - Vanja Stambolovová, bulharská sprinterka
- 1984
  - Dušan Perniš, slovenský fotbalový brankář
  - Mary Elizabeth Winsteadová, americká herečka
  - Marc-André Fleury, kanadský hokejový brankář
  - Sajuri Jošiiová, japonská rychlobruslařka
- 1985
  - Brayan Beckeles, honduraský fotbalový obránce
  - Álvaro Pereira, uruguayský fotbalový obránce
  - Jevgenij Alexejev, ruský šachista
- 1986
  - Magdalena Piekarská, polská sportovní šermířka
  - Alfred Kirwa Yego, keňský atlet
  - Milagros Gonzálezová, venezuelská judistka
  - Johnny Simmons, americký herec
- 1987
  - Karen Gillanová, britská herečka
  - Granwald Scott, jihoafrický fotbalový útočník
- 1988
  - Lloyd Palun, francouzsko-gabonský fotbalový obránce
  - Hiroki Fudžiharu, japonský fotbalista
- 1989 – Jelizaveta Bryzginová, ukrajinská atletka a sprinterka
- 1990 – Dedryck Boyata, belgický fotbalový obránce
- 1992
  - Adam Hicks, americký herec
  - Emilia Schüleová, německá filmová herečka
- 1993 – Bryshere Y. Gray, americký herec a rapper, Lukhanyo Am jihoafrický ragbista
- 1994
  - Dávid Gríger, slovenský hokejový útočník
  - Nao Hibinová, japonská tenistka
- 1995
  - Chase Elliott, americký automobilový závodník
  - Tin Jedvaj, chorvatský fotbalista
- 1997
  - Julija Levčenková, ukrajinská reprezentantka ve skoku do výšky
  - Eduardo Santos, brazilský fotbalový obránce
- 1999 – Hinata Mijazawaová, japonská fotbalistka
- 2016 – Liam Nasavský, lucemburský princ

## Úmrtí

### Česko

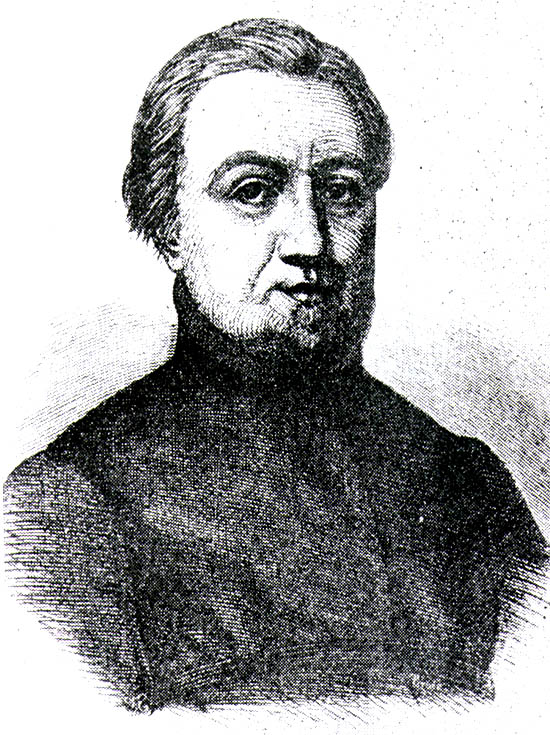
Bohuslav Balbín († 1688)

- 1688 – Bohuslav Balbín, spisovatel (* 3. prosince 1621)
- 1695 – Jan Sladký Kozina, vůdce chodského povstání (* 10. září 1652)
- 1851 – Vincenz Priessnitz, zakladatel přírodního léčitelství a lázní Jeseník (Gräfenberg) (* 4. října 1799)
- 1861 – Robert Führer, varhaník a hudební skladatel (* 2. června 1807)
- 1903 – Jan Jaroš, poslanec Českého zemského sněmu a Říšské rady (* 12. října 1853)
- 1908 – František Musil, skladatel, varhaník a hudební pedagog (* 5. listopadu 1852)
- 1909 – Emanuel Jan Křtitel Schöbel, 14. biskup litoměřický (* 12. února 1824)
- 1939 – František Josef Andrlík, učitel, spisovatel knih pro mládež a překladatel (* 21. září 1852)
- 1946 – Dominik Filip, spisovatel, redaktor a vědecký pracovník (* 18. srpna 1879)
- 1947 – Vojtěch Hybášek, kněz, hudebník, propagátor české hudby a spisovatel (* 27. března 1873)
- 1963 – Augustin Petrášek, československý politik slovenské národnosti (* 18. září 1879)
- 1964
  - Rudolf Myzet, herec, režisér a scenárista (* 11. června 1888)
  - Hanuš Zápal, architekt (* 7. února 1885)
- 1968 – Jarmila Fastrová, překladatelka (* 1. června 1899)
- 1970 – Jan Drda, prozaik a dramatik (* 4. dubna 1915)
- 1983 – Štefan Košina, československý voják a příslušník výsadku Manganese (* 12. ledna 1915)
- 1990 – Božena Dobešová, sportovní gymnastka, stříbrná medaile LOH 1936 (* 2. října 1914)
- 2005 – Miroslav Štěpánek, režisér, výtvarník, scenárista a scénograf (* 2. prosince 1923)
- 2006 – Věroslav Neumann, hudební skladatel (* 27. května 1931)
- 2008
  - Jaroslav Mezník, historik (* 31. prosince 1928)
  - Gustav Ginzel, cestovatel, horolezec a podivín (* 28. února 1931)
- 2011 – Milan Togner, historik umění (* 29. září 1938)
- 2018 – Lubomír Kostelka, herec (* 31. března 1927)
- 2021 – Jiří Srnec, divadelník, hudební skladatel, výtvarník (* 29. srpna 1931)

### Svět
- 0741 – papež Řehoř III.

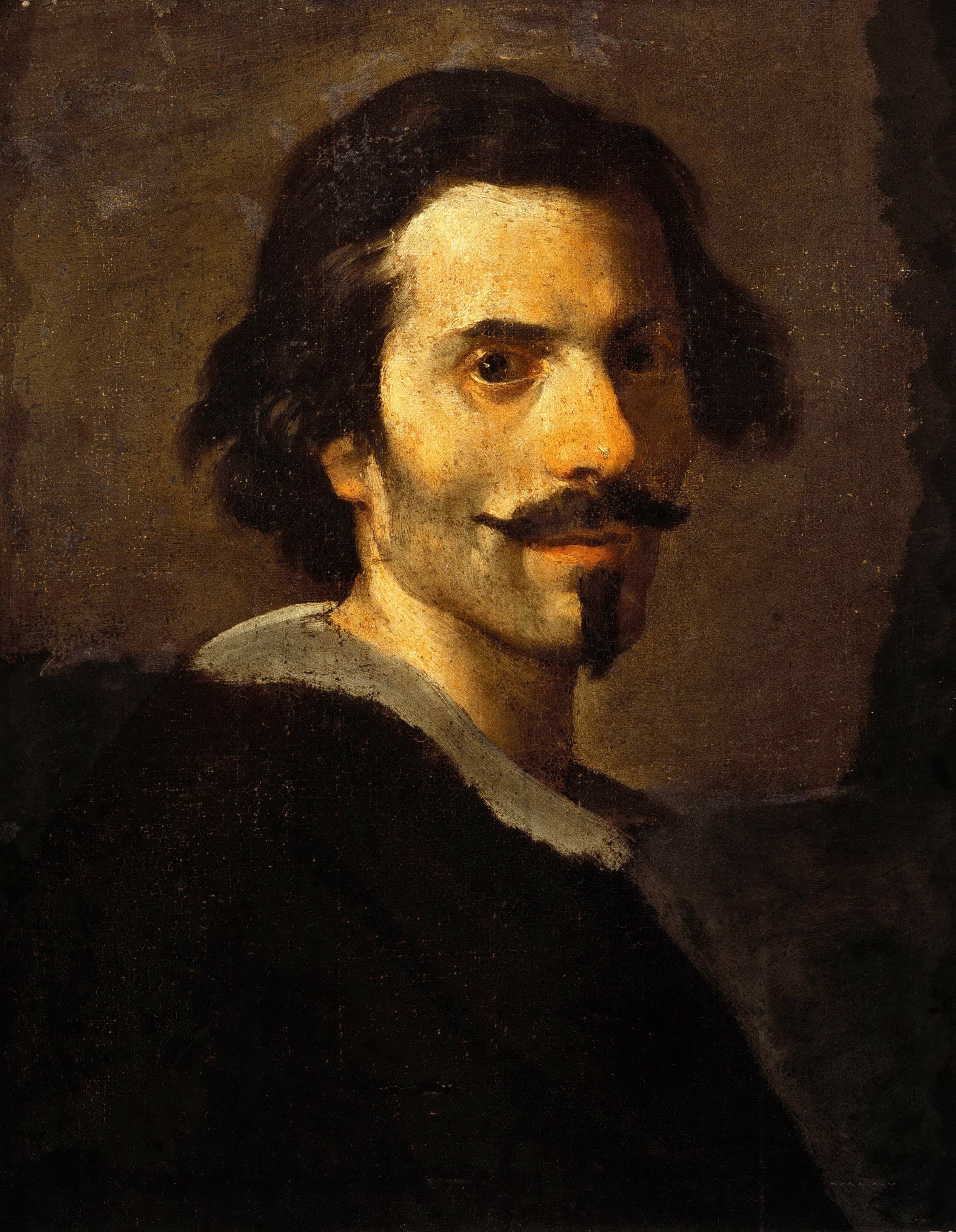
Gian Lorenzo Bernini († 1680)

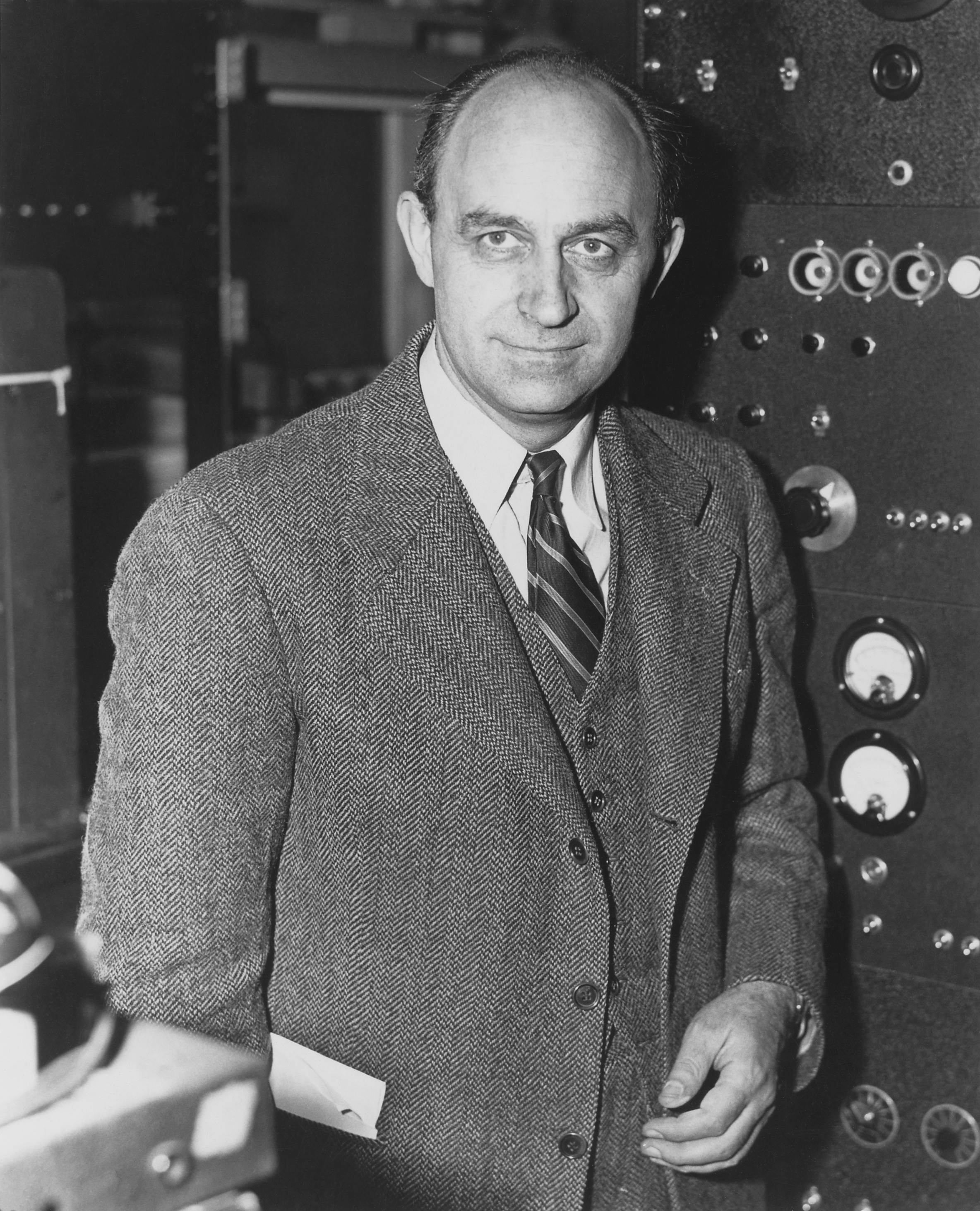
Enrico Fermi († 1954)

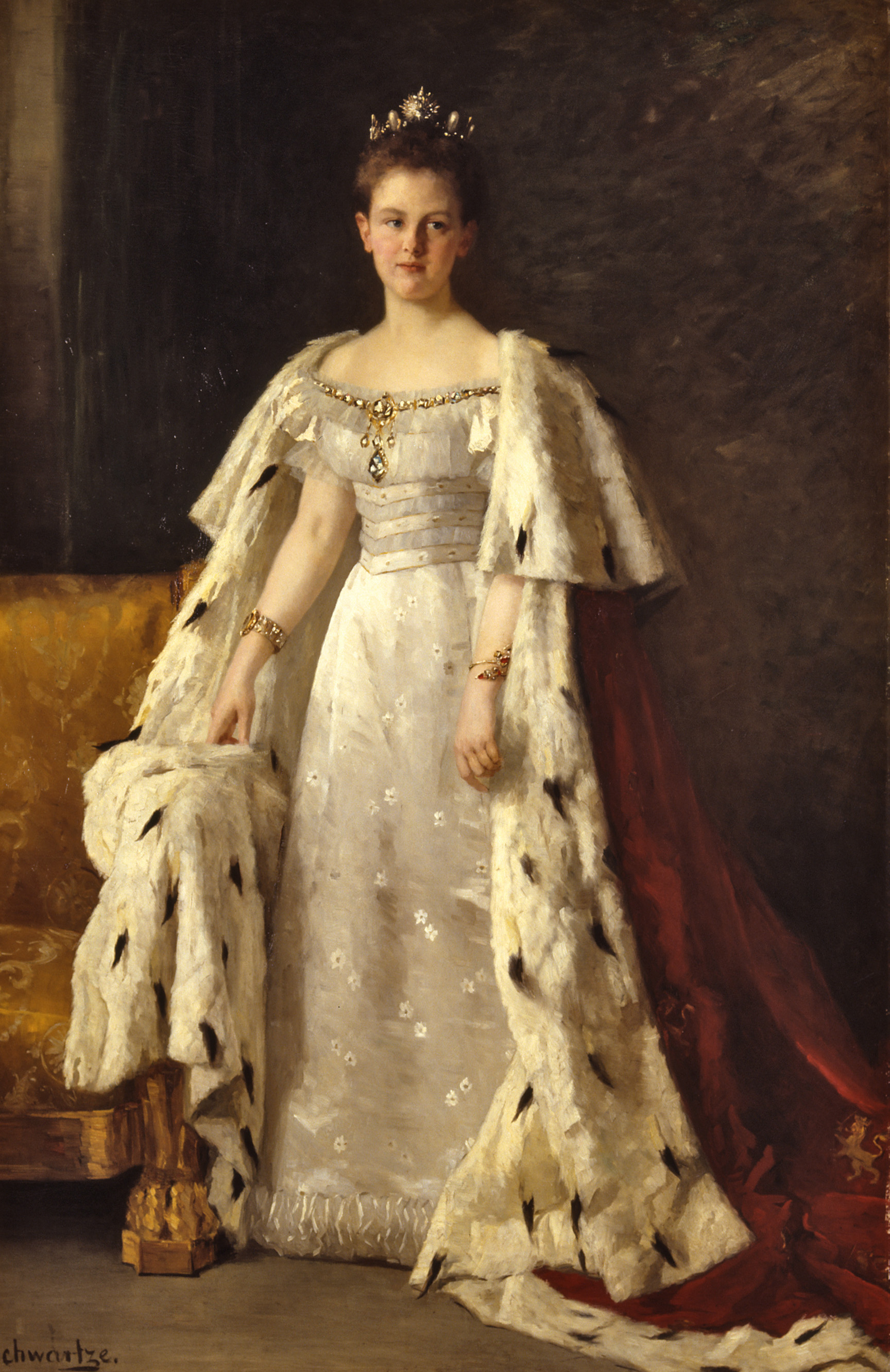
Vilemína Nizozemská († 1962)

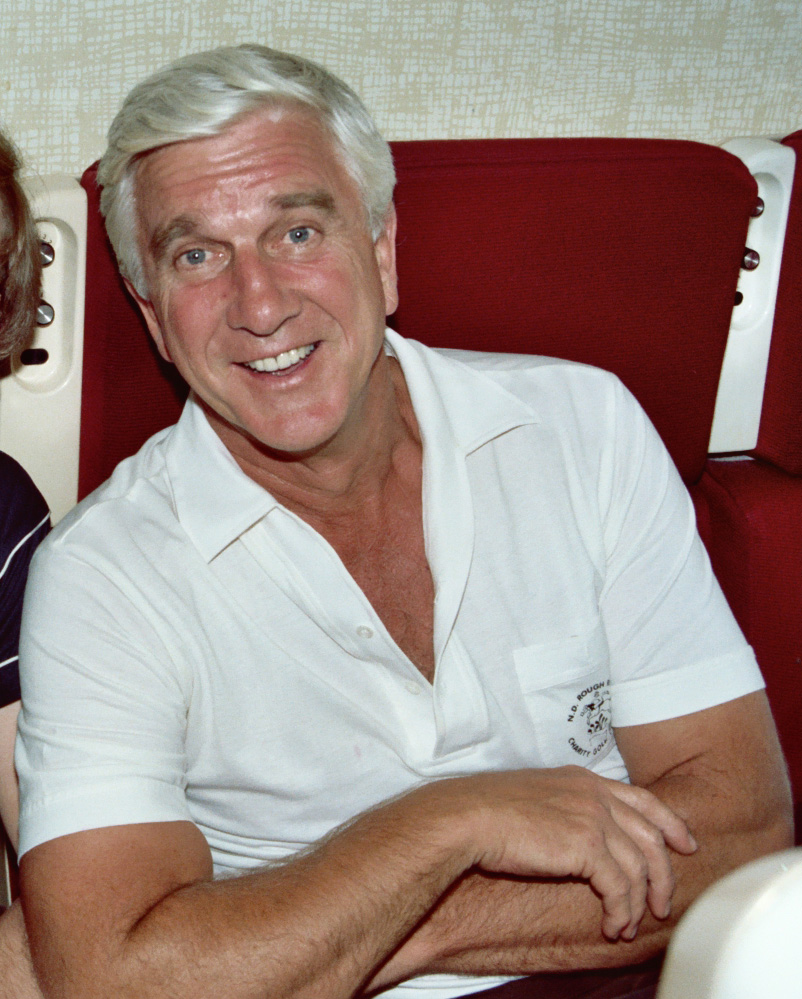
Leslie Nielsen († 2010)

- 1058 – Kazimír I. Obnovitel, polský vládce a kníže (* 25. července 1016)
- 1122 – Otakar II. Štýrský, štýrský markrabě a hrabě z Traungau a Chiemgau (* 1150–1160)
- 1231 – Valdemar Mladý, dánský princ, syn Valdemara II. a Dagmar, dcery Přemysla Otakara I. (* 1209?)
- 1274 – Filip Kastilský, kastilský princ (* 1231)
- 1416 – Konstancie z Yorku, anglická šlechtična a hraběnka z Gloucesteru (* 1374)
- 1499 – Eduard Plantagenet, 17. hrabě z Warwicku, anglický šlechtic a příbuzný vládnoucích králů (* 25. února 1475)
- 1680 – Gian Lorenzo Bernini, italský architekt a sochař (* 7. prosince 1598)
- 1694 – Macuo Bašó, japonský básník (* 1644)
- 1695 – Giovanni Paolo Colonna, italský varhaník, varhanář, hudební skladatel (* 16. června 1637)
- 1698 – Ferdinand z Ditrichštejna, nejvyšší císařský soudce, nejvyšší komoří a moravský zemský hejtman (* 25. září 1636)
- 1747 – Karel Leopold Meklenbursko-Zvěřínský, meklenbursko-zvěřínský vévoda (* 26. listopadu 1678)
- 1794 – Cesare Beccaria, italský aristokrat, filozof a ekonom, zakladatel moderní penologie (* 15. března 1738)
- 1801 – Déodat Gratet de Dolomieu, francouzský mineralog a geolog (* 23. června 1750)
- 1825 – Maximilien Foy, francouzský generál a státník (* 3. února 1775)
- 1848 – Amálie Württemberská, sasko-altenburská vévodkyně (* 28. června 1799)
- 1856 – Jan Křtitel Peteani ze Steinbergu, rakouský kněz a pedagog činný v Olomouci (* 1783)
- 1859 – Washington Irving, americký spisovatel (* 3. dubna 1783)
- 1870 – Frédéric Bazille, francouzský malíř (* 6. prosince 1841)
- 1885 – Edward Adolphus Seymour, 12. vévoda ze Somersetu, britský státník a šlechtic (* 20. prosince 1804)
- 1893 – Alexander Cunningham, britský archeolog (* 23. ledna 1814)
- 1898 – Conrad Ferdinand Meyer, švýcarský spisovatel a básník (* 11. října 1825)
- 1901 – Ludvig Grundtvig, dánský fotograf a malíř (* 1. května 1836)
- 1907 – Stanisław Wyspiański, polský malíř, grafik a dramatik (* 15. ledna 1869)
- 1921 – 'Abdu'l-Bahá, nejstarší syn zakladatele víry Bahá'í (* 23. května 1844)
- 1929 – Karl Bulla, otec ruského fotožurnalismu (* 26. února 1855)
- 1936 – Pedro Muñoz Seca, španělský dramatik (* 20. února 1881)
- 1939 – James Naismith, vynálezce basketbalu (* 6. listopadu 1861)
- 1942 – Rose Clarková, americká malířka a fotografka (* 1852)
- 1944 – Otto Smik, slovenský pilot ve službách RAF (* 20. ledna 1922)
- 1947 – Philippe Leclerc de Hauteclocque, generál francouzské armády (* 22. listopadu 1902)
- 1953 – Rudolf Bauer, německý malíř (* 11. února 1889)
- 1954 – Enrico Fermi, italský fyzik, nositel Nobelovy ceny za fyziku (* 29. září 1901)
- 1957 – Elena Černohorská, etiopská císařovna, albánská a italská královna (* 8. ledna 1873)
- 1962 – Vilemína Nizozemská, nizozemská královna (* 31. srpna 1880)
- 1964 – Ville Pörhölä, finský olympijský vítěz ve vrhu koulí (* 24. prosince 1897)
- 1968
  - Jean Delsarte, francouzský matematik (* 19. října 1903)
  - Enid Blytonová, britská spisovatelka (* 8. srpna 1897)
- 1974 – Konstantin Melnikov, ruský konstruktivistický architekt (* 3. srpna 1890)
- 1980 – Nachum Gutman, izraelský malíř, sochař, spisovatel (* 5. října 1898)
- 1982
  - Rolf Wanka, rakouský herec (* 14. února 1901)
  - Helena Řecká a Dánská, dcera řeckého krále Konstantina I. (* 2. května 1896)
- 1983 – Ojārs Vācietis, lotyšský básník a novinář (* 13. listopadu 1933)
- 1989 – Ion Popescu-Gopo, rumunský výtvarník, animátor, filmový režisér a herec (* 1. května 1932)
- 1990 – Władysław Rubin, polský kardinál (* 20. září 1917)
- 1993 – Joe Kelly, irský automobilový závodník (* 13. března 1913)
- 1994
  - Vicente Enrique y Tarancón, arcibiskup Toleda a Madridu, kardinál (* 14. května 1907)
  - Jeffrey Dahmer, americký sériový vrah (* 21. května 1960)
- 1999 – Peter Karvaš, slovenský spisovatel (* 25. dubna 1920)
- 2007
  - Alexandre Kafka, brazilský ekonom českého původu, ředitel Mezinárodního měnového fondu (* 25. ledna 1917)
  - Gudrun Wagnerová, manželka Wolfganga Wagnera a spoluorganizátorka Hudebních slavností v Bayreuthu (* 15. června 1944)
- 2010 – Leslie Nielsen, kanadský herec (* 11. února 1926)
- 2011 – Ante Marković, předseda federální vlády Jugoslávie (* 25. listopadu 1924)
- 2012 – Zig Ziglar, americký spisovatel (* 6. listopadu 1926)
- 2013 – Mitja Ribičič, jugoslávský předseda vlády (* 19. května 1919)
- 2020 – David Prowse, anglický herec a kulturista (* 1. červenec 1935)
- 2015 – Gerry Byrne, anglický fotbalista (* 29. srpen 1938)
- 2024 – Silvia Pinalová, mexická herečka a politička (* 12. září 1931)

## Svátky
Česká republika
- René
- Rufus
- Tor, Torsten
- Tristan
- Socialistický kalendář: Bedřich Engels (* 1820)

Katolický kalendář
- Svatý Miloslav
- Řehoř III.

### Svět
- Albánie: Den nezávislosti
- Panama: Den nezávislosti
- Mauretánie: Den nezávislosti
- Čad: Den republiky
- Burundi: Den republiky
- USA: Thanksgiving – (je-li čtvrtek)

| 28. listopad v pražském KlementinuÚdaje jsou platné k 29. 4. 2025. | 28. listopad v pražském KlementinuÚdaje jsou platné k 29. 4. 2025. | 28. listopad v pražském KlementinuÚdaje jsou platné k 29. 4. 2025. |
| minimum                                                            | denní průměr                                                       | maximum                                                            |
| ------------------------------------------------------------------ | ------------------------------------------------------------------ | ------------------------------------------------------------------ |
| −14,2 °C (1856)                                                    | 3,3 °C (od 1961)                                                   | 16,0 °C (1872)                                                     |